# ゴットフリート・フェーダー
ゴットフリート・フェーダー（ドイツ語: Gottfried Feder、1883年1月27日 - 1941年9月24日）は、ドイツの実業家、経済省官僚、政治家。国家社会主義ドイツ労働者党の初期の幹部の一人。

## 経歴
ヴュルツブルクに公務員の息子として生まれる。ベルリンやスイスのチューリッヒで工学を学び、1908年に建設会社を設立した。ブルガリアでも活動し、かなりの数の官庁のビルを建てた。第一次世界大戦中には政治経済を学び、裕福な銀行への敵意を飛ばすようになった。戦後の1919年に銀行の国有化と利子の廃絶を要求する「利息奴隷制の破棄（Brechung der Zinsknechtschaft）」を著した。同年、アントン・ドレクスラーやディートリヒ・エッカートとともにドイツ労働者党（DAP、ナチ党の前身）の立ち上げに参加した。

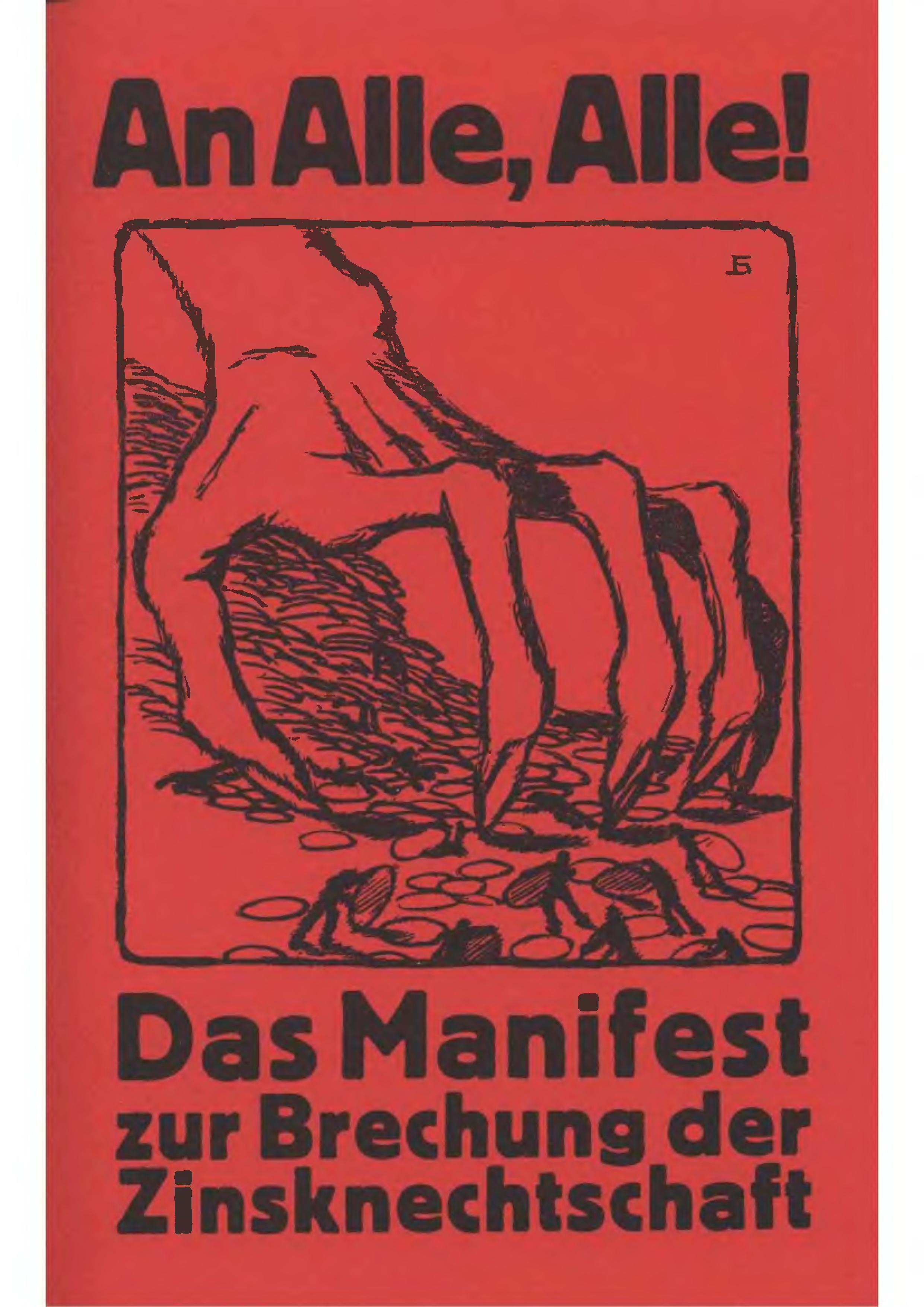
「利子奴隷制の破棄」のパンフレット

1919年夏に初めてアドルフ・ヒトラーと会った。そしてヒトラーに財政と経済に関する問題をいろいろ教えた。ヒトラーの「ユダヤ資本」への敵意はフェーダーの教えに依るところが大きいと言われる
。
1920年にヒトラー、ドレクスラーとともにトゥーレ協会を設立した 。ナチ党の25カ条綱領の下書きをしたのもフェーダーで、特に反資本主義的な考えをだいぶ綱領に入れた人物である。
1923年のミュンヘン一揆に参加した。一揆は失敗し、ヒトラーは逮捕されて投獄を受けたが、彼は禁止されたナチ党の偽装政党「国家社会主義自由運動」（NSFP）に幹部として残ることができた。1924年5月ドイツ国会選挙には同党の候補としてケムニッツから出馬して国会議員に当選している。国会議員の地位は1936年まで維持した。国会で銀行の利率を抑えることとユダヤ人追放を特に強く主張していた。この時期にも反資本主義的な著述を複数著した。
ナチ党の財政・経済問題への立場の決定に大きな影響力を持っていた。1931年には党経済会議の議長となった。しかしこの後、ナチ党が大企業など財界から投資を受けるようになっていったため、反資本主義的な考え方をするフェーダーは邪魔者となり、一気に党内の影響力は低下していった。
1933年1月にヒトラーが首相になり、7月に経済省次官に任じられたが、フェーダーはもっと高い地位を望んでおり、失望は大きかったという。同年、「大型融資に対する戦い（Kampf gegen die Hochfinanz）」や反ユダヤ主義本の「ユダヤ人（Die Juden）」を著した。1934年6月30日から7月初めの長いナイフの夜事件の後、政府の役職から退いた。その後、ベルリンの単科大学（Hochschule）で工学の教師となった。
1939年には「新しい町（Die Neue Stadt）」を著し、田園都市を主張した。1941年に死去した。